# Bodtjärnen (Hanebo socken, Hälsingland, 677995-153717)
Bodtjärnen är en sjö i Bollnäs kommun i Hälsingland och ingår i Skärjåns huvudavrinningsområde. Sjön är 6,5 meter djup, har en yta på 0,0929 kvadratkilometer och är belägen 294 meter över havet. Sjön avvattnas av vattendraget Brattbergsbäcken.

## Delavrinningsområde
Bodtjärnen ingår i det delavrinningsområde (678025-153793) som SMHI kallar för Mynnar i Tönsen. Medelhöjden är 270 meter över havet och ytan är 5,21 kvadratkilometer. Det finns ett avrinningsområde uppströms, och räknas det in blir den ackumulerade arean 7,03 kvadratkilometer. Brattbergsbäcken som avvattnar avrinningsområdet har biflödesordning 2, vilket innebär att vattnet flödar genom totalt 2 vattendrag innan det når havet efter 48 kilometer. Avrinningsområdet består mestadels av skog (94 procent). Avrinningsområdet har 0,1 kvadratkilometer vattenytor vilket ger det en sjöprocent på 1,9 procent.